# Psychotria reginae
Psychotria reginae är en måreväxtart som beskrevs av Johannes Müller Argoviensis. Psychotria reginae ingår i släktet Psychotria och familjen måreväxter. Inga underarter finns listade i Catalogue of Life.